# Górnicza (gmina)
Górnicza – dawna gmina wiejska istniejąca w latach 1874–1909 w guberni piotrkowskiej. Siedzibą władz gminy była Dąbrowa Górnicza.

## Historia
Gmina powstała w 1874 roku w powiecie będzińskim (bendińskim) w guberni piotrkowskiej w związku z połączeniem gminy Osad Górniczych z gminą Zagórze Olkuskie oraz częścią gminy Olkusko-Siewierskiej (Starej Dąbrowy). Gmina obejmowała odtąd Starą Dąbrowę z koloniami, Zagórze, Sielec, Niwkę, Klimontów, Konstantynów, Bobrek, Środulę, Dańdówkę, Józefów i Niepiekło oraz osadę miejską Modrzejów (dawne miasto, zdegradowane w 1870). Gmina obejmowała 152 mórg i liczyła około 3000 stałych mieszkańców (4000 niestałych); podlegała pod sąd gminny okręgu I w Dąbrowie Górniczej. W 1877 roku gmina liczyła już 8975 mieszkańców.
23 czerwca 1902 z gminy Górniczej wyłączono  Sielec z byłą wsią Kuźnicą i Środulką, które weszły w skład nowo utworzonego miasta Sosnowice (Sosnowiec).
Gminę Górniczą zniesiono w 1909 roku:
- w jej zachodniej części reaktywowano gminę Zagórze (Zagórze, Klimontów, Józefów, Bobrek, Niwka, Dańdówka, Konstantynów, Środula i  Modrzejów).
- z pozostałej części wydzielono nową gmina Dąbrowa Górnicza (Stara Dąbrowa, Niepiekło, Huta Bankowa, Łabęcka, Reden, Ksawera, Mydlice, Niepiekło, Huty Cynkowe i Koszelew)[8].